# Údolí (Obrataň)
Údolí (německy Audol) je osada, část obce Obrataň v okrese Pelhřimov. Nachází se asi 3 km na jihozápad od Obrataně. V roce 2009 zde byly evidovány čtyři adresy. V roce 2001 zde trvale nežil žádný obyvatel
Údolí leží v katastrálním území Bezděčín u Obrataně o výměře 1,89 km2.